# 절의파
절의파(節義派)는 조선 전기 유학계(儒學界)의 4대학파 중 하나이다.
고려 말의 충신 정몽주와 두문동(杜門洞) 72현(賢)의 충의를 본받아 세조(世祖)의 패륜 행위에 분개하여 단종(端宗)을 위해 의거를 일으키다가 실패하였거나 세조에 협조하는 것을 거부하고 은둔 생활을 한 사람들을 말한다. 성삼문(成三問) 등의 사육신(死六臣)과 김시습(金時習) 등의 생육신(生六臣)이 이에 속하고, 이들의 절의(節義)는 뒤에 영호남 사림파(도학파), 임진왜란 시의 의병, 병자호란 시의 삼학사(三學士) 등에 의하여 계승되었다. 